# Specie di Gynura
Elenco delle 54 specie di  Gynura:

## A
- Gynura abbreviata  F.G.Davies
- Gynura albicaulis  W.W.Sm.
- Gynura amplexicaulis  Oliv. & Hiern
- Gynura annamensis  S.Moore
- Gynura annua (F.G.Davies) Vanij. & Kadereit
- Gynura aurantiaca (Blume) DC.

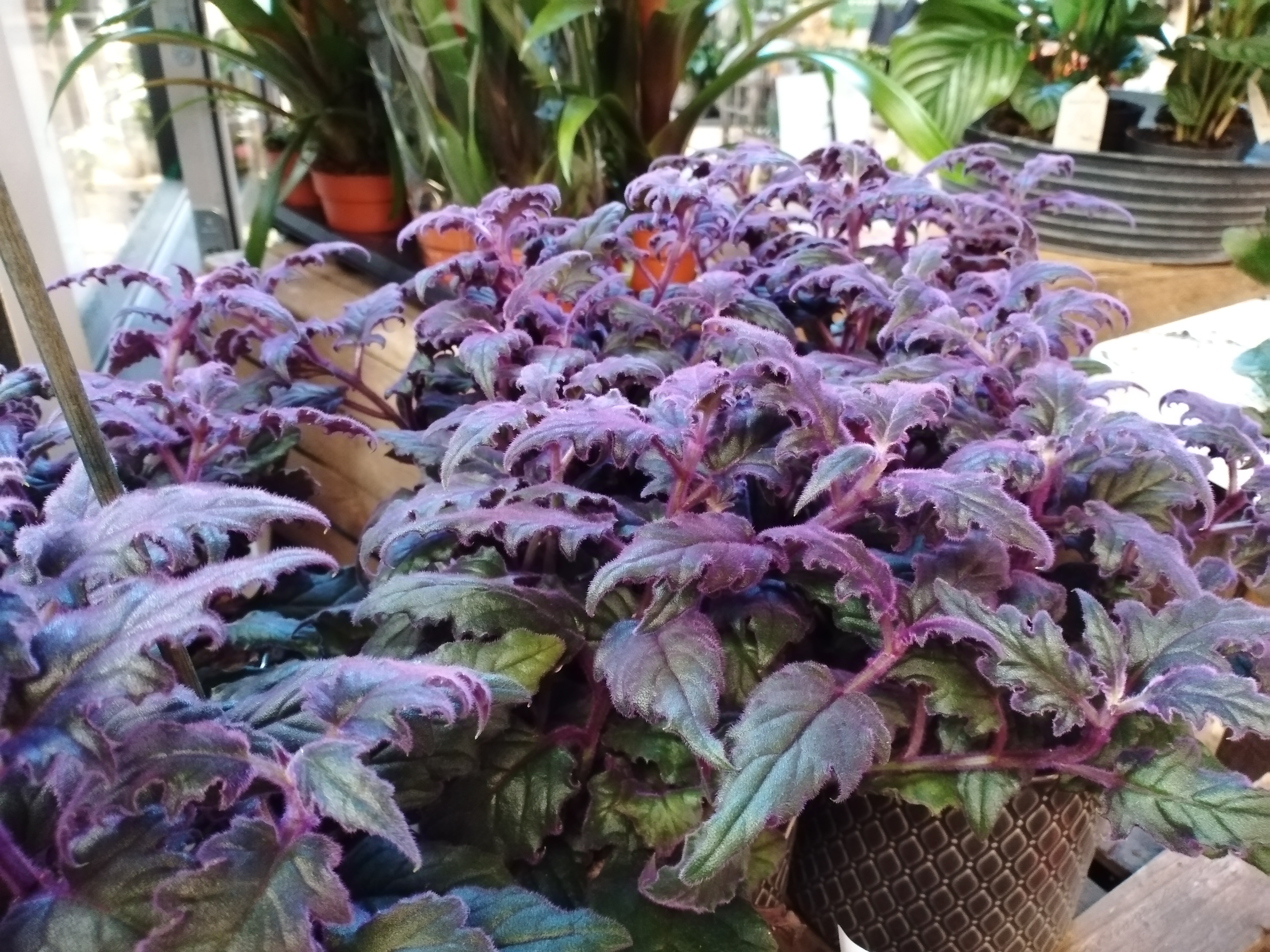
Gynura aurantiaca

## B
- Gynura barbareifolia  Gagnep.
- Gynura batorensis  F.G.Davies
- Gynura bicolor (Roxb. ex Willd.) DC.
- Gynura brassii  F.G.Davies

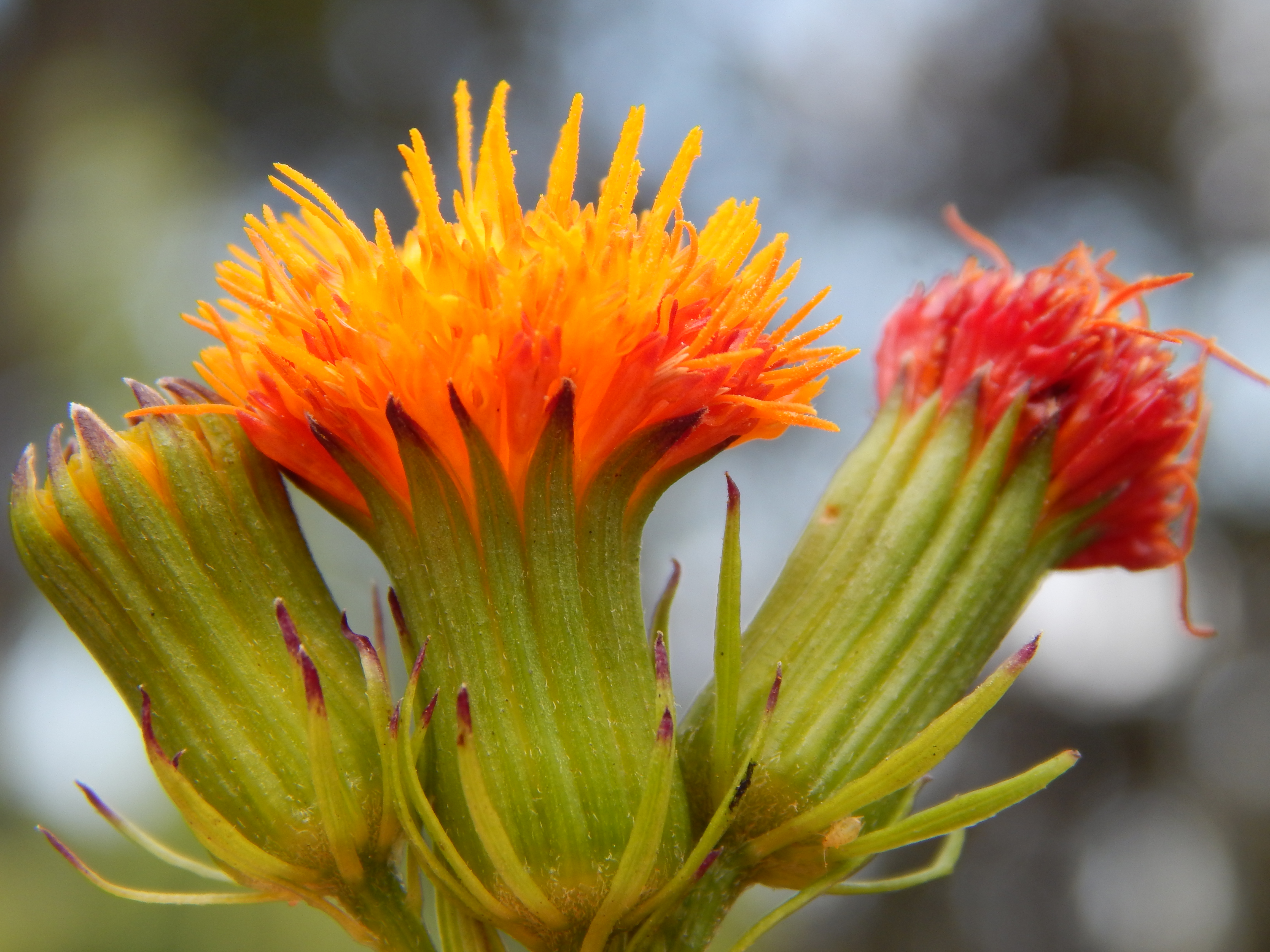
Gynura bicolor

## C
- Gynura calciphila  Kerr
- Gynura campanulata  C.Jeffrey
- Gynura carnosula  Zoll. & Moritzi
- Gynura colaniae  Merr.
- Gynura colorata  F.G.Davies
- Gynura cusimbua (D.Don) S.Moore

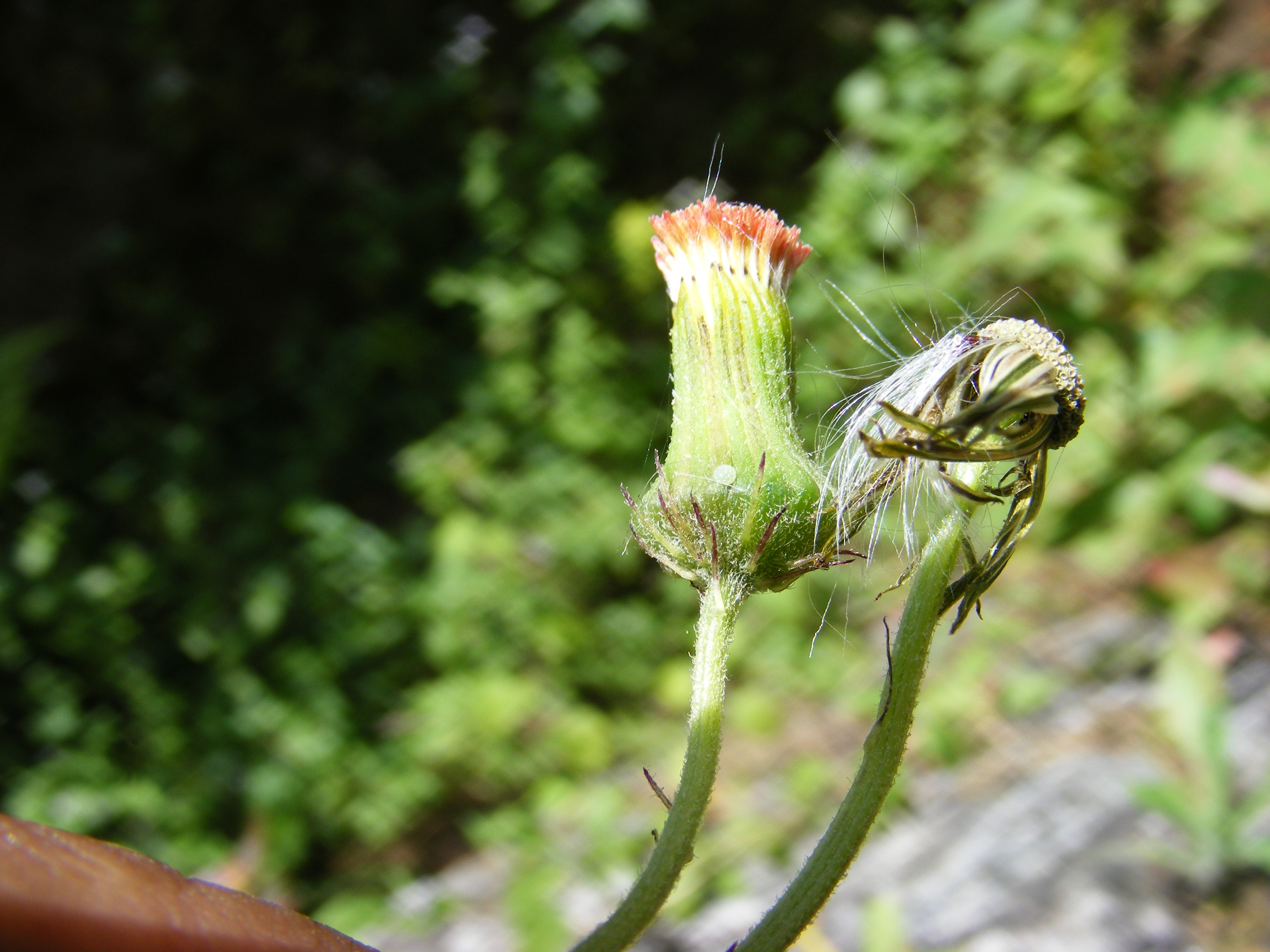
Gynura cusimbua

## D
- Gynura daviesiae  Vanij. & Kadereit
- Gynura dissecta (F.G.Davies) Vanij. & Kadereit
- Gynura divaricata (L.) DC.
- Gynura drymophila (F.Muell.) F.G.Davies

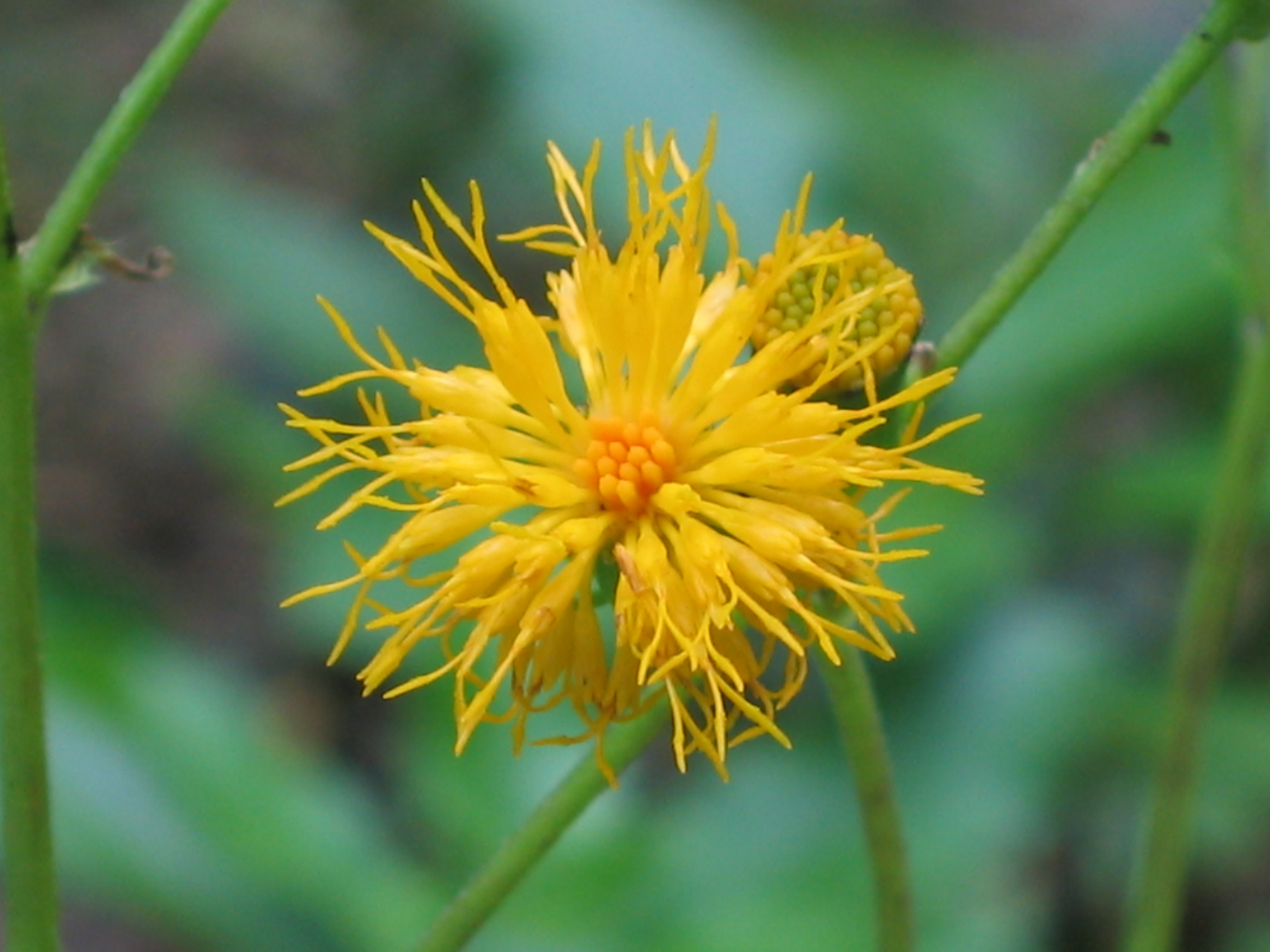
Gynura divaricata

## E - F
- Gynura elberti  J.Kost.
- Gynura elliptica  Y.Yabe & Hayata ex Hayata
- Gynura formosana  Kitam.
- Gynura fulva  F.G.Davies

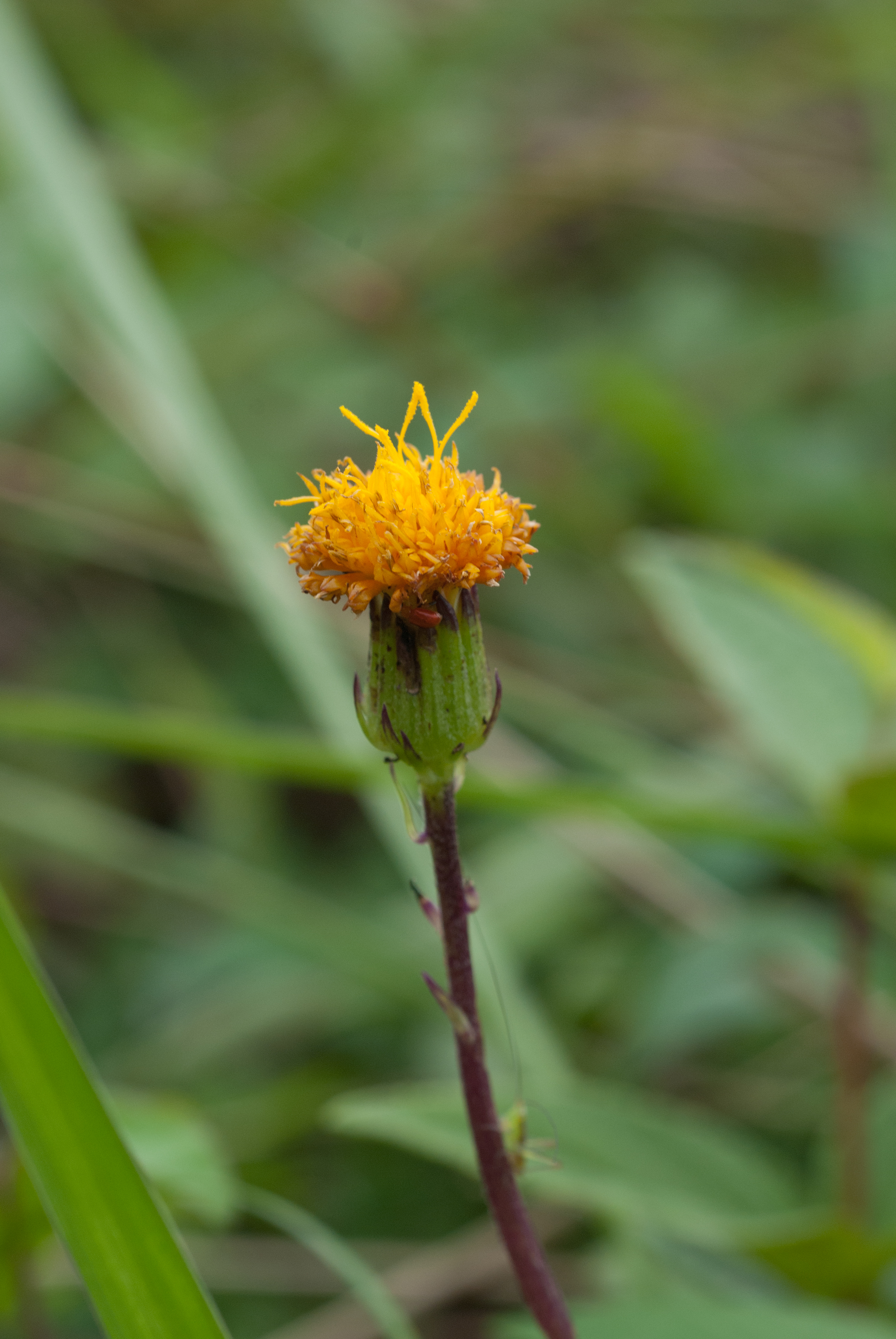
Gynura formosana

## G - H - I - J
- Gynura grandifolia  F.G.Davies
- Gynura hispida  Thwaites
- Gynura hmopaengensis  H.Koyama
- Gynura integrifolia  Gagnep.
- Gynura japonica (Thunb.) Juel

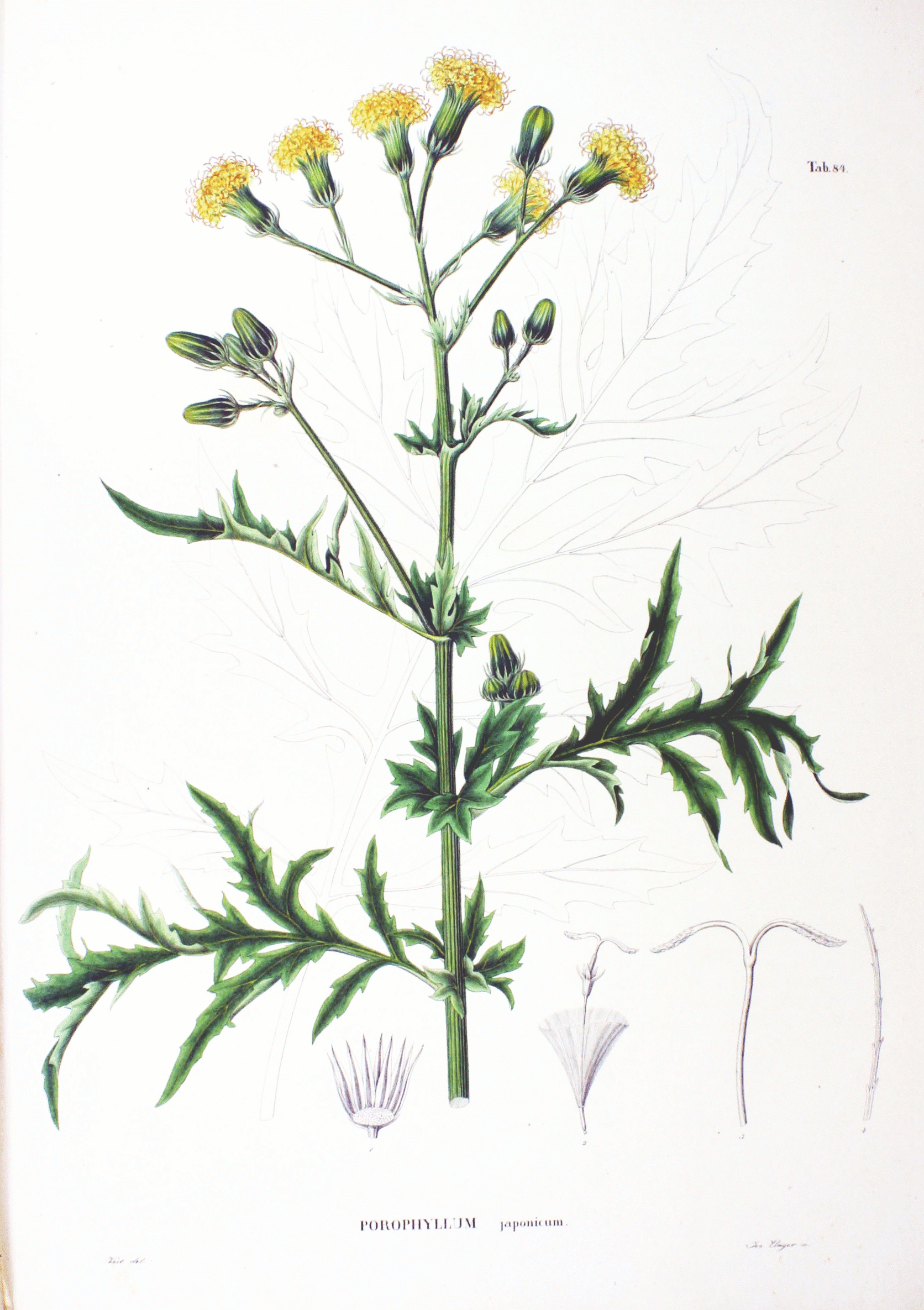
Gynura japonica

## L
- Gynura longifolia  Kerr
- Gynura lycopersicifolia  DC.

## M
- Gynura malaccensis  Belcher
- Gynura micheliana  J.-G.Adam
- Gynura molleri  Gand.

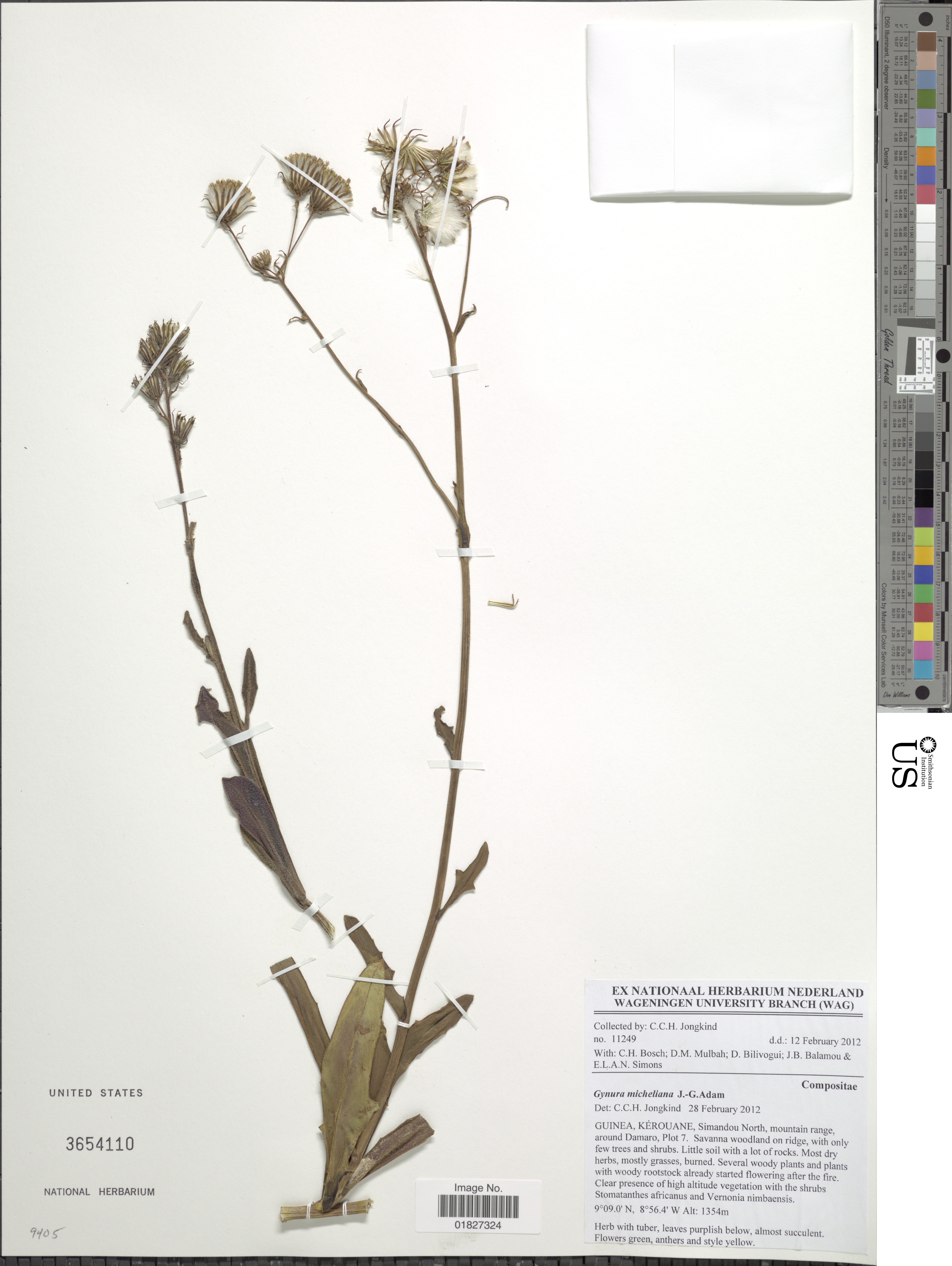
Gynura micheliana

## N
- Gynura nepalensis  DC.
- Gynura nitida  DC.

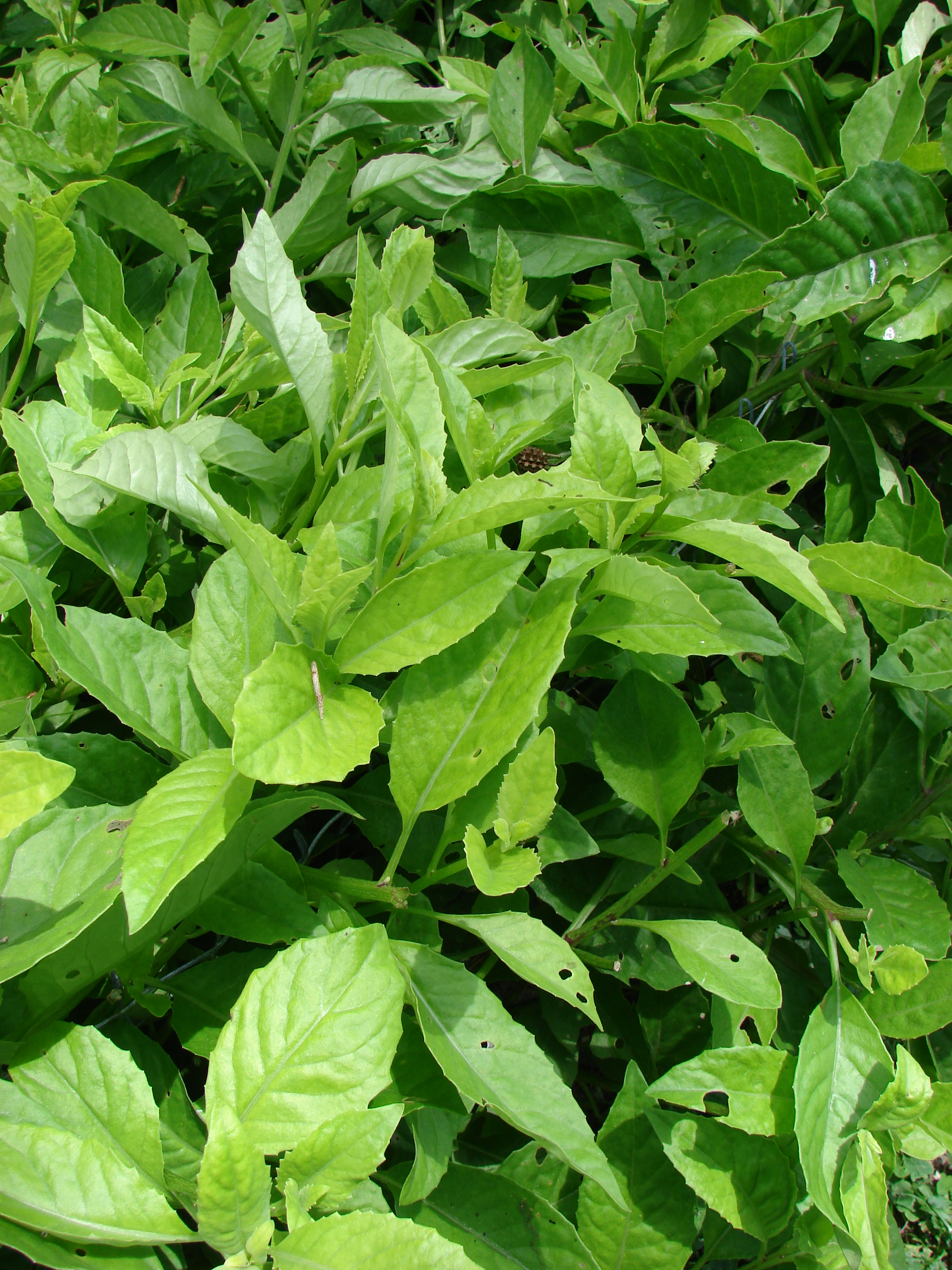
Gynura nepalensis

## P
- Gynura papillosa  Gand.
- Gynura procumbens (Lour.) Merr.
- Gynura proschii  Briq.
- Gynura pseudochina (L.) DC.

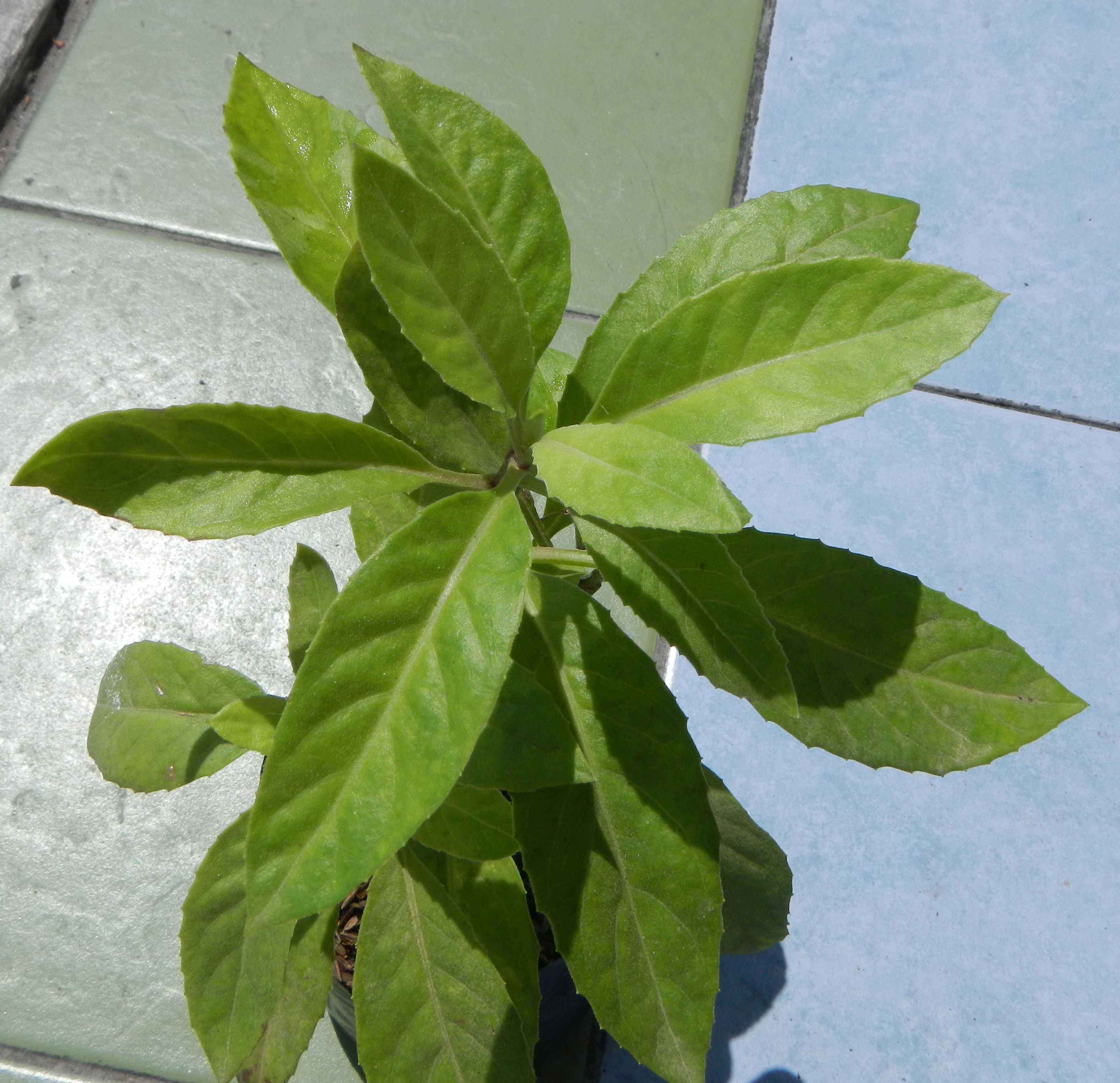
Gynura procumbens
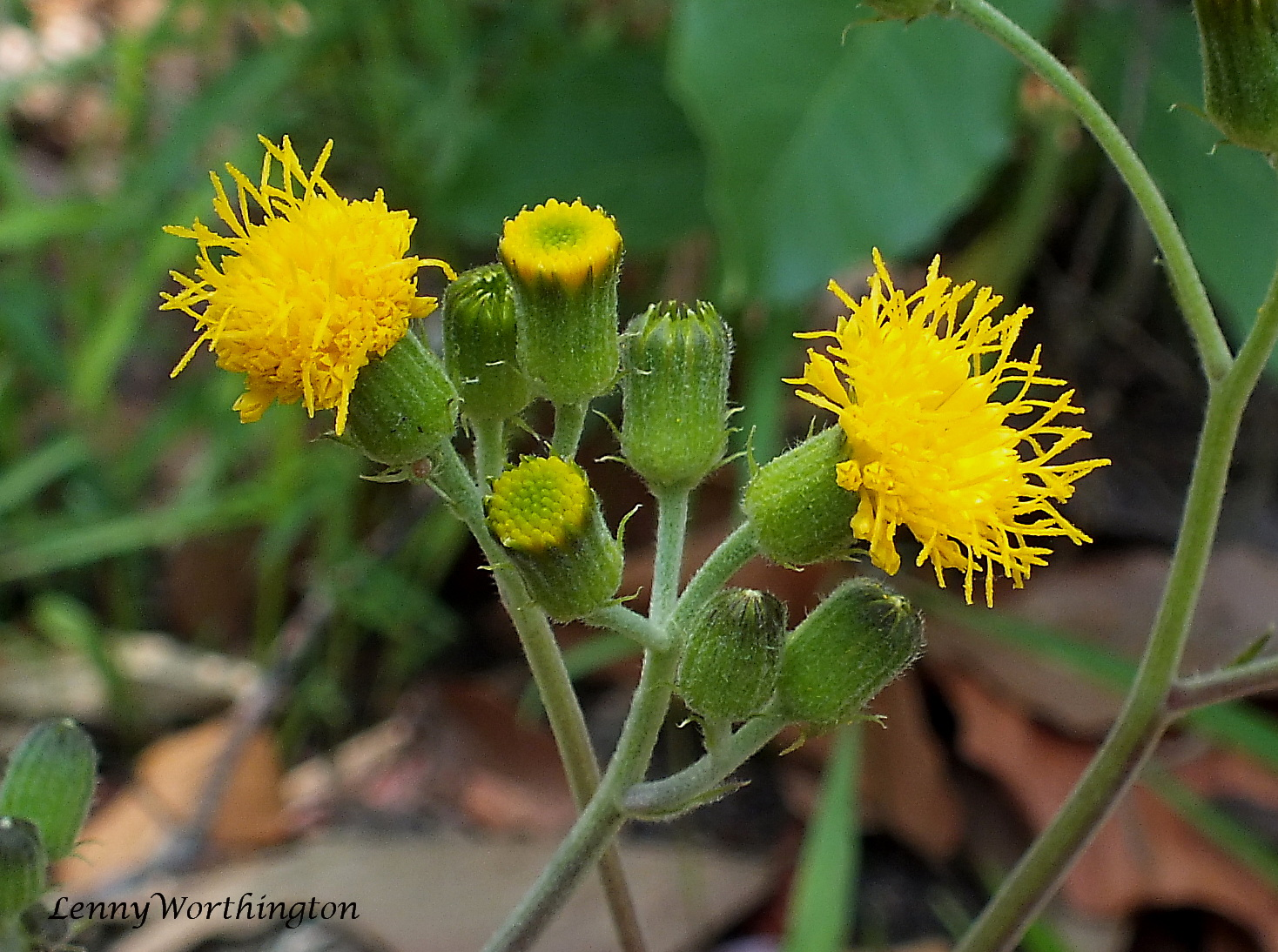
Gynura pseudochina

## R - S
- Gynura rubiginosa  J.R.Drumm. ex Merr. & Rolfe
- Gynura scandens  O.Hoffm.
- Gynura sechellensis  Hemsl.
- Gynura siamensis  Vanij. & Kadereit
- Gynura steenisii  F.G.Davies
- Gynura sundaiaca  F.G.Davies

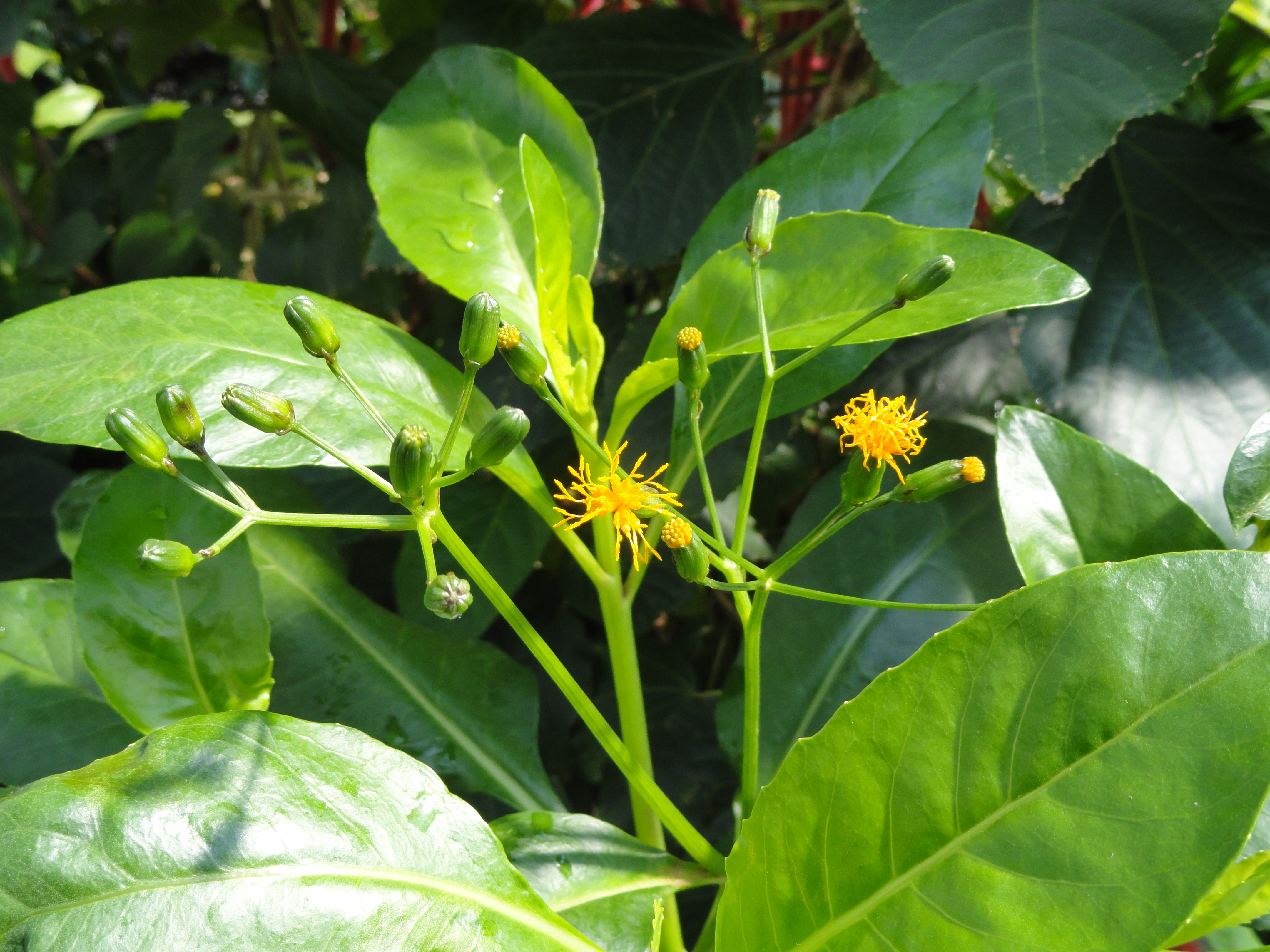
Gynura sechellensis

## T
- Gynura taitungensis  S.S.Ying
- Gynura tambuyukonensis  Vanij. & Ent
- Gynura travancorica  W.W.Sm.
- Gynura truncata  Kerr

## V
- Gynura valeriana  Oliv.
- Gynura vidaliana  Elmer
- Gynura villosa  Vanij. & Kadereit

## Z
- Gynura zeylanica  Trimen

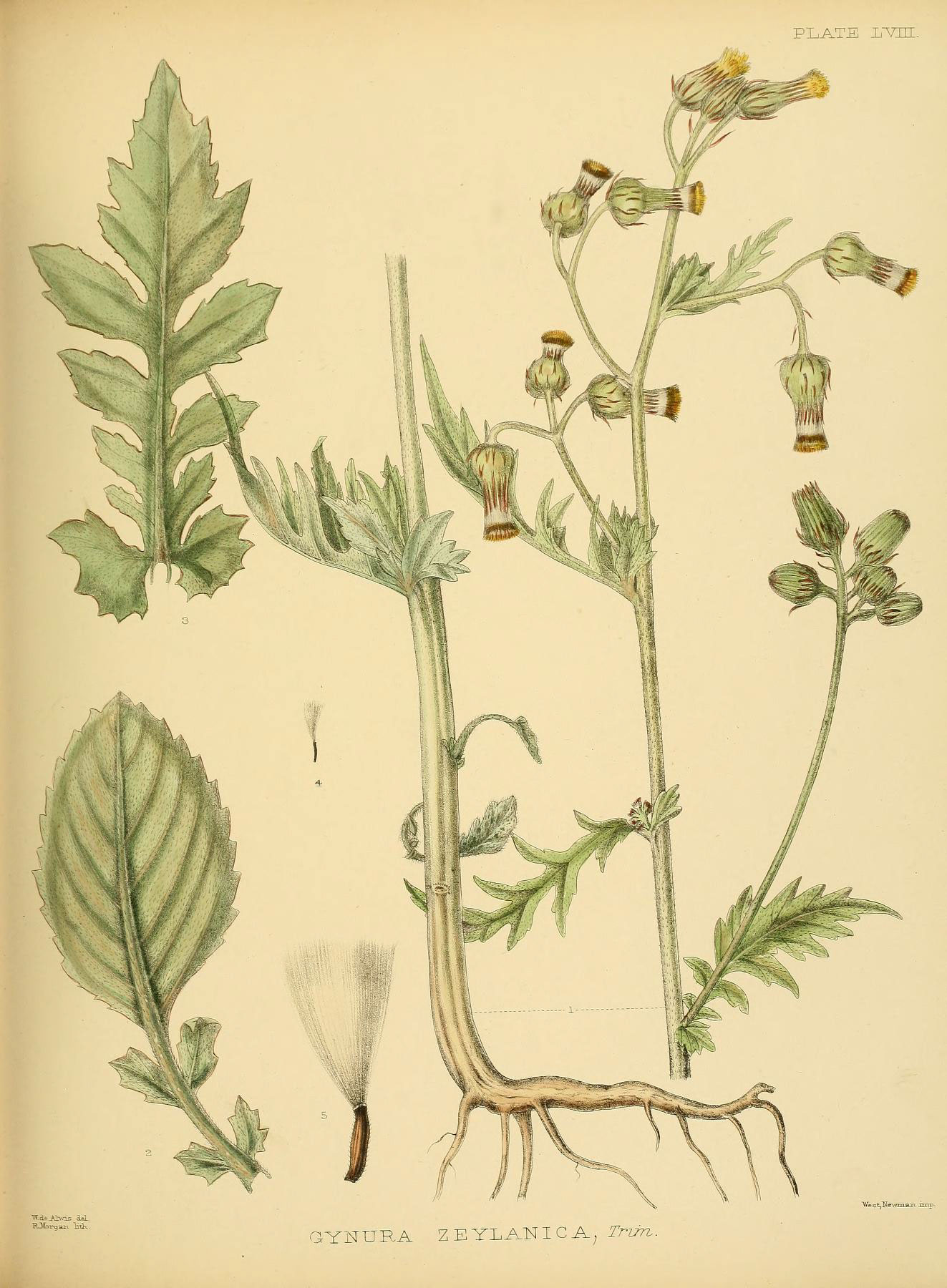
Gynura zeylanica